# Xanthophyllum wrayi
Xanthophyllum wrayi är en jungfrulinsväxtart som beskrevs av George King. Xanthophyllum wrayi ingår i släktet Xanthophyllum och familjen jungfrulinsväxter. Inga underarter finns listade i Catalogue of Life.